# گائتانو اوریستانیو
گائتانو اوریستانیو (زاده ۲۸ سپتامبر ۲۰۰۲) یک بازیکن فوتبال اهل ایتالیا است که برای باشگاه فوتبال ونتزیا بازی می‌کند.

## عملکرد باشگاهی
اوریستانیو از سال ۲۰۱۶ تا سال ۲۰۲۱ در آکادمی جوانان اینترمیلان بازی کرده است.